# Outcast (film fra 1917)
Outcast er en amerikansk stumfilm fra 1917 af Dell Henderson.

## Medvirkende
- Anna Murdock som Miriam Gibson
- David Powell som Geoffrey Sherwood
- Catherine Calvert som Valentine
- Richard Hatteras som Hugh
- Jules Raucourt som Tony